# 増野肇
増野肇（ましの はじめ、1933年 - ）は、精神科医、ルーテル学院大学名誉教授。
東京生まれ。千葉大学文理学部英米文学科卒、1959年東京慈恵会医科大学卒業。1963年同大学院修了、1964年「神経質症者のパーソナリティ研究」で医学博士。1975年栃木県精神衛生センター所長、1986年宇都宮大学教育学部教授、1991年日本女子大学教授、2001年ルーテル学院大学教授。2011年退職、名誉教授。日本心理劇学会理事長を務めた。1999年日本芸術療法学会賞受賞。

## 著書
- 『心理劇とその世界』金剛出版、1977、精神医学文庫
- 『森田式カウンセリングの実際 心の危機に対処する生活の知恵』白揚社、1988
- 『サイコドラマのすすめ方』金剛出版、1990
- 『みんな一緒に生きている 分裂病理解のために』やどかり出版、1994
- 『不思議の国のアリサ :マッシー教授の精神保健講義』白揚社、1996
- 『精神保健とは何か』一橋出版、1997、介護福祉ハンドブック
- 『森田療法と心の自然治癒力 森田式カウンセリングの新展開』白揚社、2001

共編
- 『精神衛生活動の実際』近藤喬一共編、金剛出版、1982

### 翻訳
- フェルディナンド＆イリーナ・ノブロフ『統合精神療法』山口隆共監訳、星和書店、1983
- ルネ・F.マリノー『神を演じつづけた男 心理劇の父モレノの生涯とその時代』増野信子共訳、白揚社、1995
- P.F.ケラーマン『精神療法としてのサイコドラマ』増野信子共訳、金剛出版、1998
- J.L.モレノ『サイコドラマ 集団精神療法とアクションメソッドの原点』監訳、白揚社、2006

## 参考
- セブンネット
- Ｊ－GLOBAL